# ستانگوو
ستانگوو (به صربی: Stanjevo) یک منطقهٔ مسکونی در صربستان است که در الکساندراواک واقع شده‌است. ستانگوو ۱٬۲۴۴ نفر جمعیت دارد.